# I'm in Love with You
I'm in Love with You è un singolo del gruppo musicale inglese The 1975, pubblicato il 1º settembre 2022 come terzo estratto dal quinto album in studio Being Funny in a Foreign Language.

## Tracce
- Download digitale

Testi e musiche di Matthew Healy, George Daniel, Adam Hann.
1. I'm in Love with You – 4:22

## Video
Il videoclip della canzone è stato diretto da Samuel Bradley ed è stato pubblicato il 1º settembre 2022 in concomitanza con il singolo. Nel video compare brevemente la cantautrice statunitense Phoebe Bridgers, la quale interpreta un membro della band fittizia Matt and the Matties.

## Classifiche
| Classifica (2022) | Posizione raggiunta |
| ----------------- | ------------------- |
| Nuova Zelanda     | 4                   |
| Regno Unito       | 29                  |
| Stati Uniti       | 18                  |